# Conflit de juridictions
Pour des notions liées aux conflits, voir Dualité des ordres de juridiction et Droit international privé.
Un conflit de juridictions est une situation juridique dans laquelle plusieurs tribunaux apparaissent compétents pour juger une cause ou un type de cause. Il peut résulter de la complexité ou incertitude des faits, mais aussi de concurrence entre des critères de compétence (lieu contre personne notamment).

## Droit français

### Exemples
Un individu résidant à Toulouse, commet une infraction à Montpellier. La victime résidant à Nîmes, porte plainte à Lyon. Plus simplement, un conflit de juridictions à base géographique peut résulter d'une méconnaissance du lieu du délit par exemple : des pêcheurs sont pris en fraude sur un fleuve, mais le procès-verbal étant inexploitable du point de vue du lieu exact de pêche ou étant contredit par l'instruction, les deux tribunaux dont les ressorts se touchent au voisinage du lieu de pêche peuvent être en position de conflit.
Il peut également s'agir d'un tribunal de commerce et d'un tribunal civil arguant l'un et l'autre de leur compétence dans un conflit.

### Résolution du conflit
En France, c'est le Tribunal des conflits qui tranche les conflits de juridiction (on parle de conflit de compétence) entre les juridictions de l'ordre judiciaire et celles de l'ordre administratif.
Le Tribunal des conflits n’est cependant compétent que pour trancher les conflits opposant ces deux ordres. Il n’existe en revanche pas de mécanisme permettant de trancher les conflits de juridiction entre les juridictions de ces ordres et le Conseil constitutionnel. C’est alors le dialogue des juges qui permet de prévenir les conflits négatifs. À titre d’exemple, une partie de la doctrine considère que l’arrêt de la Cour de cassation de 1975 dit Société des cafés Jacques Vabre, par lequel la Cour se reconnaît compétente pour examiner la conventionnalité des lois, est la conséquence directe d’une décision dite IVG du Conseil constitutionnel, par laquelle celui-ci refusait d’opérer un tel contrôle.
Si le conflit se situe entre deux juridictions du même ordre (soit judiciaire, soit administratif) et de même degré, il est réglé en soulevant une exception d'incompétence (que le juge tranche et qui peut être contestée par la voie du contredit ou de l'appel) ou par litispendance.

### Prévention du conflit

#### Renvoi préjudiciel
Le mécanisme du renvoi préjudiciel est destiné à éviter les conflits de juridiction, lorsque la résolution d’une affaire exige de trancher des questions qui relèvent de la compétence de plusieurs juges. À titre d’exemple, le droit de l’Union européenne prévoit une compétence exclusive de la Cour de justice (CJUE) pour interpréter les actes de l’Union (traités, directives, règlements et décisions des institutions) et ou examiner la validité des actes de droit dérivé (directives, règlements et décisions). En revanche, la CJUE n’est pas compétente pour juger les affaires internes aux États, qu’elles soient civiles, pénales ou administratives, même lorsqu’est mis en application un acte de droit de l’Union. Pour prévenir le conflit de compétence entre les juridictions nationales et la CJUE, l’article 267 du traité sur le fonctionnement de l’Union européenne aménage un renvoi préjudiciel devant la CJUE. En vertu des stipulations de ce traité, une juridiction d’un État membre saisie d’une affaire qui ne peut être tranchée qu’en résolvant une question relevant de la compétence exclusive de la CJUE reste saisie de l’affaire à l’exception de cette question, qu’elle doit transmettre à la CJUE. Le juge national trouve ensuite la solution au litige en tenant compte de la réponse de la Cour, qui s’impose à lui.

## Droit québécois
En droit civil québécois, les litiges de droit interne impliquant un conflit de juridictions sont résolus au moyens de dispositions au Code de procédure civile qui prévoient les compétences d'attribution des tribunaux. En droit pénal, il existe aussi des dispositions au Code criminel qui prévoient les compétences d'attribution de la Cour supérieure et de la Cour provinciale. 
Dans un litige impliquant un tribunal d'un État étranger, le conflit de juridictions est résolu au moyens des règles de droit international privé du livre dixième du Code civil du Québec. 
Selon le Grand dictionnaire terminologique, « il ne faut pas confondre le conflit de juridictions et le conflit de compétence, celui-ci étant un conflit entre différentes autorités qui ont ou qui prétendent avoir une compétence sur une même question ». Par exemple, dans un conflit de compétence entre l'ordre fédéral et l'ordre provincial, les deux ordres de gouvernement allèguent avoir compétence sur une même matière constitutionnelle. Cela est distinct d'un conflit entre tribunaux quant à leur pouvoir de trancher un même litige.